# Anne-Lise Touya
Pour les articles homonymes, voir Touya (homonymie).
Anne-Lise Touya, née le 19 octobre 1981 à Tarbes, est une escrimeuse française, pratiquant le sabre. Elle est double championne du monde en individuel en 2001 et 2005 et par équipes en 2006 et 2007.
Elle est aussi diplômée de l'ESCP Europe en 2006.

## Biographie
Anne-Lise est la benjamine d'une fratrie d'escrimeurs : l'aîné Gaël, fut champion olympique à Athènes avec l'équipe de France de sabre, tout comme son deuxième frère, Damien, qui lui, fut également champion du monde en individuel en 1999. Mais Anne-Lise aurait pu ne jamais pratiquer l'escrime : en effet, à 6 ans, elle est opérée d'une coarctation aortique congénitale (aorte atrophiée à la naissance). Les conséquences de cette malformation empêchent généralement les patients qui en souffrent de pratiquer intensivement, voire totalement le sport. Mais à l'âge de 17 ans, un spécialiste parisien lui donne son aval, car elle ne souffre pas d'hypertension artérielle anormale à l'effort et n'a aucun effet secondaire lié à la pathologie, chose qu'il n'avait jamais vue auparavant.
Après avoir commencé par le fleuret en 1991 à l'âge de 10 ans, elle optera pour le sabre en 1998 lorsqu'elle rejoint le Creps de Châtenay-Malabry.
En 2001, après deux coupes du monde, elle remporte le titre mondial individuel de sabre à Nîmes. Elle a ensuite beaucoup de mal à confirmer.
Après les Jeux de 2004 (où elle finira 9e), ses frères renoncent à leur carrière sportive. En 2005, elle confirme sa participation aux mondiaux de Leipzig au dernier moment, après une déchirure au niveau du quadriceps gauche. Malgré cela, elle remporte son deuxième titre mondial, quatre ans après son premier.
Lors de l'édition 2006, elle échoue en quart de finale du tournoi individuel avant de remporter le titre par équipes, battant en finale l'équipe des États-Unis composée de trois médaillées en individuel dont le nouveau petit prodige Rebecca Ward.
Sélectionnée pour les Jeux olympiques de 2008 à Pékin, elle est éliminée dès son entrée en lice, face à la Hongroise Orsolya Nagy. Le lendemain elle déclare qu'elle arrêtera sa carrière au plus tard en 2010, confirmant ainsi que ces Jeux seront ses derniers. Quelques jours plus tard, elle se classe 4e avec l'équipe de France dans l'épreuve du sabre féminin par équipes, battues par les États-Unis pour la médaille de bronze.
À la fin de l'année, elle annonce la fin de sa carrière sportive. Contrairement à d'autres sportifs de haut niveau, Anne-Lise a toujours affirmé que sa vie professionnelle passait avant sa carrière sportive. Cadre en ressources humaines chez Bouygues, elle a néanmoins pu, grâce à une convention signée entre la Fédération française d'escrime, Bouygues Construction et le Ministère de la Jeunesse et des sports, concilier carrière professionnelle et carrière sportive.

## Palmarès
- Championnats du monde d'escrime
  -  Médaille d'or juniors en sabre individuel en 1999 et 2000
  -  Médaille d'or de sabre par équipes lors des Championnats du monde d'escrime 2007 à Saint-Pétersbourg.
  -  Médaille d'or de sabre par équipes lors des Championnats du monde d'escrime 2006 à Turin
  -  Médaille d'or en sabre individuel Championnats du monde d'escrime 2005 à Leipzig
  -  Médaille d'or en sabre individuel lors des Championnats du monde d'escrime 2001 à Nîmes
  -  Médaille d'argent de sabre par équipes lors des Championnats du monde d'escrime 1999 à Séoul
  -  Médaille de bronze de sabre par équipes lors des Championnats du monde d'escrime 2004 à New York
  -  Médaille de bronze de sabre individuel lors des Championnats du monde d'escrime 2000 à Budapest
  -  Médaille de bronze de sabre par équipes lors des Championnats du monde d'escrime 2000 à Budapest
- Championnats d'Europe d'escrime
  -  Médaille d'or en 2000
  -  Médaille d'or par équipes en 2007
  -  Médaille d'or par équipes en 2005
  -  Médaille d'argent par équipes 2003 à Bourges
  -  Médaille d'argent par équipes 2008 à Kiev
  -  Médaille de bronze par équipes en 2006
- Coupe du monde d'escrime
  - Vainqueur de la Coupe du monde de sabre en 2000, 2001 et 2005.
- Championnats de France d'escrime
  -  Deuxième en 2007